# Jocs inaugurals del Colosseu

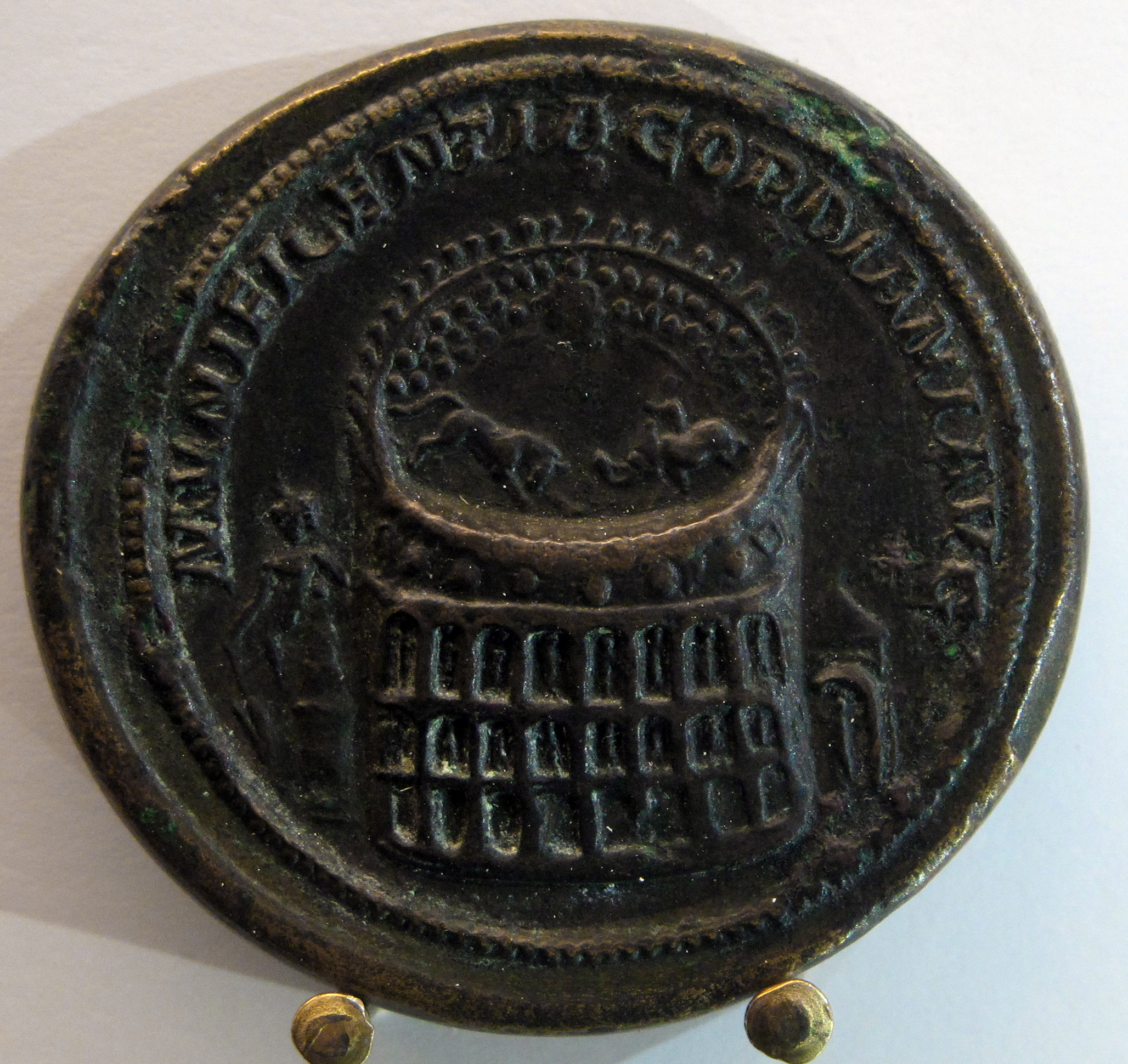
Medalló de l'emperador romà Gordià III amb la representació del Colosseu durant un combat d'animals

Els jocs inaugurals del Colosseu van tenir lloc a Roma l'any 80, sota el mandat de l'emperador Titus, per a celebrar la finalització de la construcció de l'Amfiteatre Flavi, més tard conegut com a Colosseu. Vespasià va començar la construcció de l'amfiteatre al voltant de l'any 70, i va ser completat per Titus poc després de la mort de Vespasià, l'any 79. Després que el regnat de Titus començara amb diversos mesos de desastres, incloent l'erupció del Vesuvi, un incendi a Roma i un brot de pesta, el mateix emperador va inaugurar l'edifici amb uns jocs pròdigs que van durar més de cent dies, potser per a intentar apaivagar el públic romà i els déus.
Hi ha poques proves documentals de la naturalesa dels jocs. Sembla que van seguir el format estàndard dels jocs romans: venationes (jocs amb animals) a la sessió del matí, seguides de les execucions de criminals al voltant del migdia i una sessió de vesprada reservada per a les munera (combats de gladiadors) i la recreació de batalles famoses. Els jocs amb animals, en els quals van participar criatures de tots els punts de l'Imperi Romà, incloïen la caça d'animals exòtics i baralles entre diferents espècies. Els animals també van ocupar un paper en algunes noxii (execucions) que s'hi van organitzar, com ara reconstruccions de mites i esdeveniments històrics. Les naumàquies (combats navals) formaven part dels espectacles, però és un tema de debat entre els historiadors el fet de si tenien lloc dins el mateix amfiteatre o bé en un estany construït expressament per Cèsar August.
Només han arribat fins als nostres dies els relats de tres autors contemporanis o, almenys, propers a les dates dels esdeveniments. Les obres de Suetoni i de Cassi Dió se centren en els grans esdeveniments, mentre que Marc Valeri Marcial al Liber spectaculorum ('llibre dels espectacles'), el primer llibre dels seus Epigrames escrit l'any 80, commemora la construcció de l'amfiteatre Flavi per l'emperador Titus i proporciona alguns fragments d'informació sobre els jocs que s'hi van fer. Dona a més l'únic registre detallat d'un combat de gladiadors a l'arena que ha arribat fins als nostres dies, la lluita entre Ver i Prisc.